# シルケボー

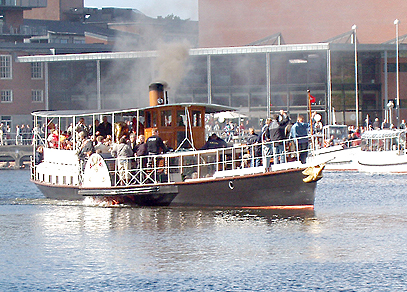
Hjejlen、昔シルケボーから出航していた蒸気船。背景には町のかつての製紙工場。現在はラディソンSASホテルとなっている

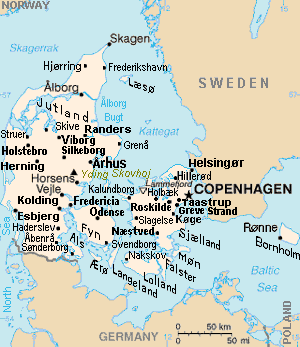
シルケボー はユラン半島のヴィボーの南、オーフスの西

シルケボー（Silkeborg デンマーク語発音: [ˈselɡəˌbɒːˀ]）は、デンマークの都市。ユトランド半島中部、中央ユラン地域にある。人口49,747人（2022年）。町が現代都市として発達したのは、1844年にミハエル・ドレウセンがグゼノー川を用いた製紙工場を創設した影響が大きい。町はシルケボー湖で南北に分けられ、東部はグゼノー川に臨む。風光明媚な湖と森があり、デンマークの最高地点ヒンメルビャウエルがある。シルケボーとその周辺地域はデンマーク一美しいと称されることから、湖畔には別荘やマンションが建ち並び、物価が高いことで知られる。
町には自動車販売業の運搬船が多く集まり、経済的重要性からデンマーク3位のユスケ銀行の本店がある。
毎年6月の下旬にリヴァーボート・ジャズ・フェスティヴァルが開催される。
1944年、聖職者で劇作家のカイ・ムンクがシルケボー近郊でゲシュタポに銃殺された。
ドイツは第二次世界大戦中に司令部をシルケボー・バードに設置した。シルケボー・バードは温泉の出るかつての町のサナトリウムであった。現在は芸術センターになり、戦時中のブンカーを見ることができる。
シルケボーは、コブラに参加した画家Asger Jornの出身地で、シルケボー美術館には彼のコレクションが多数収蔵されている。

## 出身人物
- トーマス・ビヨン - プロゴルファー
- セーレン・ボバック - オリエンテーリング選手
- イダ・ボバック - オリエンテーリング選手
- ラース・バク - 自転車競技選手
- カスパー・ドルベリ - サッカー選手

## 友好都市
- バニャ・ルカ、 ボスニア・ヘルツェゴビナ
- サヴォンリンナ、 フィンランド
- アールボルグ、 アイスランド
- アーレンダール、 ノルウェー
- ギジツコ 、ポーランド
- カルマル、 スウェーデン
- カイザースラウテルン、 ドイツ
- コロナ、 アメリカ合衆国